# Jan Spálený
Jan Spálený (* 4. prosince 1942 Praha) je český multiinstrumentalista, skladatel a textař.

## Život
Vystudoval Pražskou konzervatoř jako tubista u prof. Hozy. Od roku 1984 hraje se skupinou ASPM, kterou založil spolu s Petrem Kalandrou. Členy skupiny v současnosti jsou: Michal Gera, Radek Krampl, Filip Spálený, Filip Jeníček, alternativně Radek Pobořil, Jakub Doležal. Někdy vystupují v redukovaném obsazení jako TRIO.
Jeho jméno je také spojeno s Českým rozhlasem, kde dlouhá léta pracoval jako hudební dramaturg a moderátor. V posledních letech uvádí na stanici Dvojka Českého rozhlasu vlastní hudební pořad "Je mi ctí" (spolupráce Petr Janečka).
Jeho bratr Petr Spálený je popový zpěvák.

## Diskografie
| Rok vydání | Album | Label                                                    |
| ---------- | --- | -------------------------------------------------------- |
| 1969-1970  | Zvon šílencův (zpěv Petr Spálený, orchestr Václava Zahradníka, Apollobeat Archivováno 25. 10. 2020 na Wayback Machine.) | Supraphon                                                |
| 1978       | Edison | Supraphon                                                |
| 1979       | Signál času | Supraphon                                                |
| 1982       | Já se tě nevzdám | Supraphon                                                |
| 1985       | Blues in Mind | Supraphon / Artia                                        |
| 1986       | Asi v tom bude nějakej háček                                                                                            | Supraphon                                                |
| 1987       | Pořádný blues | Supraphon                                                |
| 1989       | Hotel Štístko blues | Supraphon                                                |
| 1989       | Vytopená dáma | Panton                                                   |
| 1991       | Havran | N.A.R.                                                   |
| 1992       | Blues pro Mr. Vaňka (pouze MC)                                                                                          | Apollo Records Comp.                                     |
| 1993       | ...ještě jednou si vrznout                                                                                              | Bonton                                                   |
| 1995       | The Best of Jan Spálený (výběr)                                                                                         | Bonton                                                   |
| 1995       | Průhlednej chlap | Bonton                                                   |
| 1998       | ASPM v klubu Na Petynce 1990                                                                                            | Bonton                                                   |
| 1999       | ... až srdce usedá | Lotos                                                    |
| 2001       | Teď bych to udělal líp (2CD)                                                                                            | Bonton                                                   |
| 2002       | Má vina | Lotos                                                    |
| 2007       | Zahrada v dešti | Lotos                                                    |
| 2010       | Zpráva odeslána | EMI                                                      |
| 2012       | Panenko skákavá | EMI                                                      |
| 2012       | Sedmdesát | Supraphon                                                |
| 2016       | Terčino milé údolí | WARNER MUSIC CZECH REPUBLIC A WARNER MUSIC GROUP COMPANY |
| 2019       | Nemůžu popadnout tvůj dech                                                                                              | Warner Music                                             |
| 2022       | Perseidy |                                                          |
| 2025       | Úplně šedivej panáček                                                                                                   |                                                          |